# شهرستان یونگچانگ
شهرستان یونگچانگ (به لاتین: Yongchang County) یک شهرستان‌های جمهوری خلق چین در چین است که در جینچانگ واقع شده‌است. شهرستان یونگچانگ  ۲۳۵٬۴۸۹ نفر جمعیت دارد.